# Arctia pallens
Arctia pallens là một loài bướm đêm thuộc phân họ Arctiinae, họ Erebidae.